# Președintele Republicii Trinidad și Tobago
Președintele Republicii Trinidad și Tobago este șeful statului Trinidad și Tobago și comandantul șef al armatei al Republicii Trinidad și Tobago. Funcția a fost înființată când țara a devenit republică în 1976, anterior regina Elisabeta a II-a fiind șeful statului. Ultimul guvernator general, Sir Ellis Clarke, a fost depus jurământul ca prim președinte la 1 august 1976 în cadrul unui acord tranzitoriu. El a fost ales oficial în funcția de președinte de un colegiu electoral format din membri ai ambelor camere ale Parlamentului la 24 septembrie 1976, zi în care acum se sărbătorește Ziua Republicii.
Conform constituției din 1976, președintele este sursa nominală a puterii executive. Ca și suveranul britanic, el sau ea „domnește, dar nu stăpânește”. În practică, autoritatea executivă este exercitată de primul ministru și de cabinetul său, în numele președintelui. Președintele numește ca prim-ministru liderul celui mai mare partid din Camera Reprezentanților și numește, de asemenea, membrii Senatului, la recomandarea primului ministru și a liderului opoziției. Președintele trebuie să aibă cel puțin 35 de ani (deși niciun președinte nu a avut mai puțin de 59 de ani), să fie cetățean al republicii Trinidad și Tobago, iar la momentul nominalizării trebuie să fi fost rezident în țară pentru o perioadă neîntreruptă de zece ani.
Actualul președinte al republicii Trinidad și Tobago este Christine Kangaloo. Reședința oficială a președintelui este Casa Președintelui, cunoscută anterior sub denumirea de Guvern House, când a fost folosită de guvernanții generali și guvernanții insulelor.
Actualul președinte al Republicii Trinidad și Tobago este Christine Kangaloo. Reședința oficială a președintelui este Casa Președintelui, cunoscută anterior sub denumirea de Casa Guvernului, când a fost folosită de guvernatorii generali și guvernatorii insulelor.